# Anastoechus melanohalteralis
Anastoechus melanohalteralis là một loài ruồi thuộc họ Bombyliidae. Loài này có ở Alberta, Canada, và trên khắp miền tây và miền trung Hoa Kỳ. Ấu trùng của loài này ăn trứng châu chấu.